# بتلمنت مسا (کلرادو)
بتلمنت مسا (به انگلیسی: Battlement Mesa) یک منطقهٔ مسکونی در ایالات متحده آمریکا است که در شهرستان گارفیلد، کلرادو واقع شده‌است. بتلمنت مسا ۳۰٫۶ کیلومتر مربع مساحت و ۴٬۴۷۱ نفر جمعیت دارد و ۱٬۶۷۳ متر بالاتر از سطح دریا واقع شده‌است.